# ProtoStar
ProtoStar Ltd était un opérateur de satellites de télécommunications, basé aux Bermudes qui à terme devait gérer une flotte de trois satellites de télécommunications dont deux ont été lancés (2009). La société était implantée à San Francisco pour ses opérations aux États-Unis et à Singapour pour les opérations en Asie. Le client principal de Protostar, Dish TV India, est le premier opérateur de télévision par satellite Indien.
Le satellite ProtoStar I construit par Space Systems/Loral (SS/L) utilise la plate-forme SS/L 1300 de ce constructeur. Initialement construit pour Chinasat (et désigné ChinaSat 8), son exportation en Chine a été bloquée en raison de la réglementation ITAR et il a été revendu à ProtoStar. Il a été placé en orbite en août 2008 par une fusée Ariane 5 ECA.
Le satellite ProtoStar II construit par Boeing utilise la plate-forme Boeing 601HP. Initialement construit pour PanAmSat (et désigné Galaxy 8iR), sa vente a été annulée à la suite d'un litige commercial entre Boeing et PanAmSat et il a été revendu à ProtoStar. Il a été lancé par une fusée russe Proton le 16 mai 2009.
La société a fait faillite en 2009 (chapitre 11 de la loi sur les faillites des États-Unis) et a vendu ses satellites aux enchères : ProtoStar I a été acquis par Intelsat sous le nom Intelsat 25 et ProtoStar II a été acquis par SES qui l'a renommé SES-7.